# NGC 2026
NGC 2026 ist ein offener Sternhaufen im Sternbild Taurus. Der Sternhaufen wurde am 5. Dezember 1784 von dem Astronomen Wilhelm Herschel entdeckt. Die Entdeckung wurde später im New General Catalogue verzeichnet.